# وزارة عدلي يكن باشا الثانية
وزارة عدلي يكن باشا الثانية هي الوزارة الخامسة والثلاثون في مصر، صدر المرسوم الملكي بتشكيلها في 7 يونيو 1926.

## أعضاء الحكومة
| الوزارة               | الوزير                                             |
| --------------------- | -------------------------------------------------- |
| رئيس مجلس الوزراء     | عدلي يكن باشا                                      |
| وزير الداخلية         | عدلي يكن باشا (إلى جانب منصبه رئيسًا لمجلس الوزراء) |
| وزير الخارجية         | عبد الخالق ثروت باشا                               |
| وزير الحقانية         | أحمد زكي أبو السعود باشا                           |
| وزير المالية          | مرقص حنا باشا                                      |
| وزير الأشغال العمومية | عثمان محرم بك                                      |
| وزير الحربية والبحرية | أحمد خشبة بك                                       |
| وزير المعارف العمومية | علي الشمسي أفندي                                   |
| وزير الأوقاف          | محمد نجيب الغرابلي باشا                            |
| وزير الزراعة          | محمد فتح الله بركات باشا                           |
| وزير المواصلات        | محمد محمود باشا                                    |

## وصلات داخلية
- قائمة رؤساء مجلس وزراء مصر